# Friday the 13th Part VII: The New Blood
Friday The 13th Part VII: The New Blood es una película de terror del año 1988 dirigida por John Carl Buechler. Es la película número siete perteneciente a la saga Viernes 13 y la última que se desarrolla por completo dentro de los terrenos de Crystal Lake. Protagonizada por Lar Park Lincoln, Kevin Blair y Susan Blu y con las participaciones antagónicas de Susan Jennifer Sullivan y Terry Kiser. El papel de Jason Voorhees es interpretado por Kane Hodder.

## Argumento
Después de presenciar a su padre alcohólico abusando físicamente de su madre, Tina Shepard intenta escapar del caos en el hogar y se dirige a Crystal Lake en un bote. Cuando su padre la sigue en un intento por detenerla, las habilidades telequinéticas latentes de Tina emergen y accidentalmente destruye el muelle en el que está parado su padre, lo que hace que caiga al lago y se ahogue.
Años más tarde, una Tina ahora adolescente todavía lucha con el remordimiento por la muerte de su padre. Su madre, Amanda, la lleva a la misma residencia junto al lago como parte de su tratamiento con su psiquiatra, el Dr. Crews. Comienza una serie de experimentos (ataques verbales) diseñados para agitar el estado mental de Tina, obligando a que sus poderes se vuelvan más pronunciados. En realidad, solo está tratando de explotar sus poderes psíquicos. Después de una sesión particularmente perturbadora con el Dr. Crews, Tina sale corriendo de la cabaña hacia el muelle pensando en la muerte de su padre. Mientras piensa en él, desea que él regrese. Sus poderes despiertan sin saberlo al asesino en masa Jason Voorhees, que fue encadenado en el fondo de Crystal Lake hace años, y emerge del agua para cometer otra matanza.
Al lado de la residencia Shepard hay un grupo de adolescentes que organizan una fiesta de cumpleaños para su amigo Michael. El grupo incluye al primo de Michael, Nick, el pijo Russell y su novia Sandra, Ben y su novia Kate, el escritor de ciencia ficción Eddie, el drogadicto David, la alegre Robin, la tímida Maddy y la esnob socializada Melissa. Nick, que ha llegado solo para la fiesta, se siente atraído por Tina, para disgusto de Melissa. Melissa intenta separar a Nick y Tina, llegando incluso a besar a Eddie para poner celoso a Nick, pero sus planes son en vano, aparte de hacer que Eddie se sienta rechazado a partir de entonces. Tina le cuenta a Nick sobre Jason y tiene una visión de él asesinando a Michael. Mientras tanto, Jason mata a Michael y a su novia Jane, y luego también asesina a otra pareja que acampa en el bosque.
Cuando Tina se va con Nick a buscar a su madre, Jason procede a matar a los otros adolescentes uno por uno. Russell y Sandra van al lago a nadar. Mientras Sandra se sumerge desnuda, Russell es asesinado con un hacha en la cara. Sandra descubre su cuerpo antes de que Jason la sumerja bajo el agua y la ahogue. Maddy va a buscar a David pero encuentra el cuerpo de Russell. Ella corre en busca de ayuda, pero Jason la ataca en un granero cercano y la mata con una hoz. Jason luego mata a Ben aplastándole el cráneo y luego a Kate clavándole un cuerno de fiesta en el ojo. Dentro de la casa, Jason apuñala a David y abre el cuello de Eddie. Arriba, Robin encuentra la cabeza cortada de David y es arrojada por una ventana a su muerte. Cuando Jason ataca al Dr. Crews, se salva usando a Amanda como escudo humano, pero Jason finalmente lo mata con una cortadora de césped. Tina encuentra el cuerpo de su madre poco después y usa sus poderes para electrocutar a Jason y estrellar parte de la casa sobre él. Cuando Nick y Tina intentan contarle a Melissa lo que pasó, ella piensa que están locos y trata de irse, pero Jason la mata con un hacha en la cara.
Nick intenta luchar contra Jason, pero Jason rápidamente vence. Tina desata sus poderes, rompe la máscara de Jason y expone su rostro desfigurado y descompuesto. A medida que avanza la pelea, la cabaña junto al lago Shepard es destruida por un incendio explosivo y el ataque continúa en el muelle. Aunque Tina no puede matar a Jason, sin saberlo, convoca al espíritu de su padre, quien se eleva del lago y arrastra a Jason con él a las profundidades de Crystal Lake, encadenando al asesino en serie una vez más.
A la mañana siguiente, se llevan a Tina y Nick en una ambulancia. Alguien encuentra la máscara rota de Jason entre los escombros y la pantalla se vuelve negra mientras los susurros de Jason se escuchan en la distancia.

## Reparto
- Kane Hodder como Jason Voorhees.
- Lar Park Lincoln como Tina Shepard.
- Kevin Spirtas como Nick.
- Susan Blu como Amanda Shepard.
- Terry Kiser como Dr. Crews.
- Jennifer Banko como Tina Shepard (joven).
- Susan Jennifer Sullivan como Melissa Emerson.
- Elizabeth Kaitan como Robin Peterson.
- Jon Renfield como David Peabody.
- Diana Barrows como Maddy Paulson.
- Jeff Bennett como Eddie McCarlo.
- Heidi Kozak como Sandra Casey.
- Larry Cox como Russell Bowen.
- William Butler como Michael Rogers.
- Staci Greason como Jane McDowell.
- Craig Thomas como Benjamin "Ben" MacNeal.
- Diane Almeida como Katherine "Kate" Pataki.
- John Otrin como John Shepard.